# Руська Лоза
Руська Лоза́ (рос. Русская Лоза) — село в Ігринському районі Удмуртії, Росія.

## Населення
Населення — 124 особи (2010; 170 в 2002).
Національний склад станом на 2002 рік:
- росіяни — 68 %
- удмурти — 28 %

## Урбаноніми[3]
- вулиці — Центральна